# 查魯雅嶺

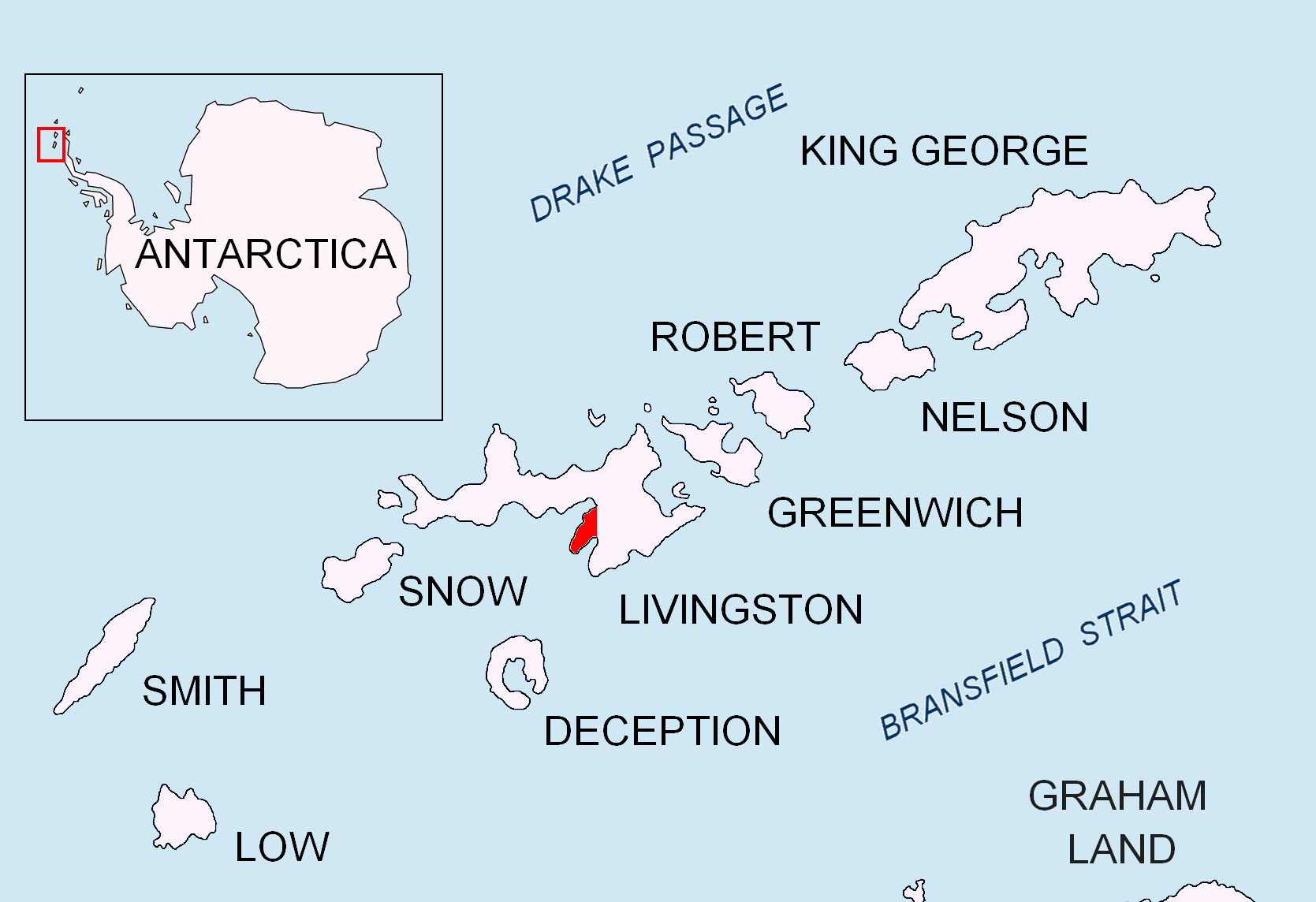

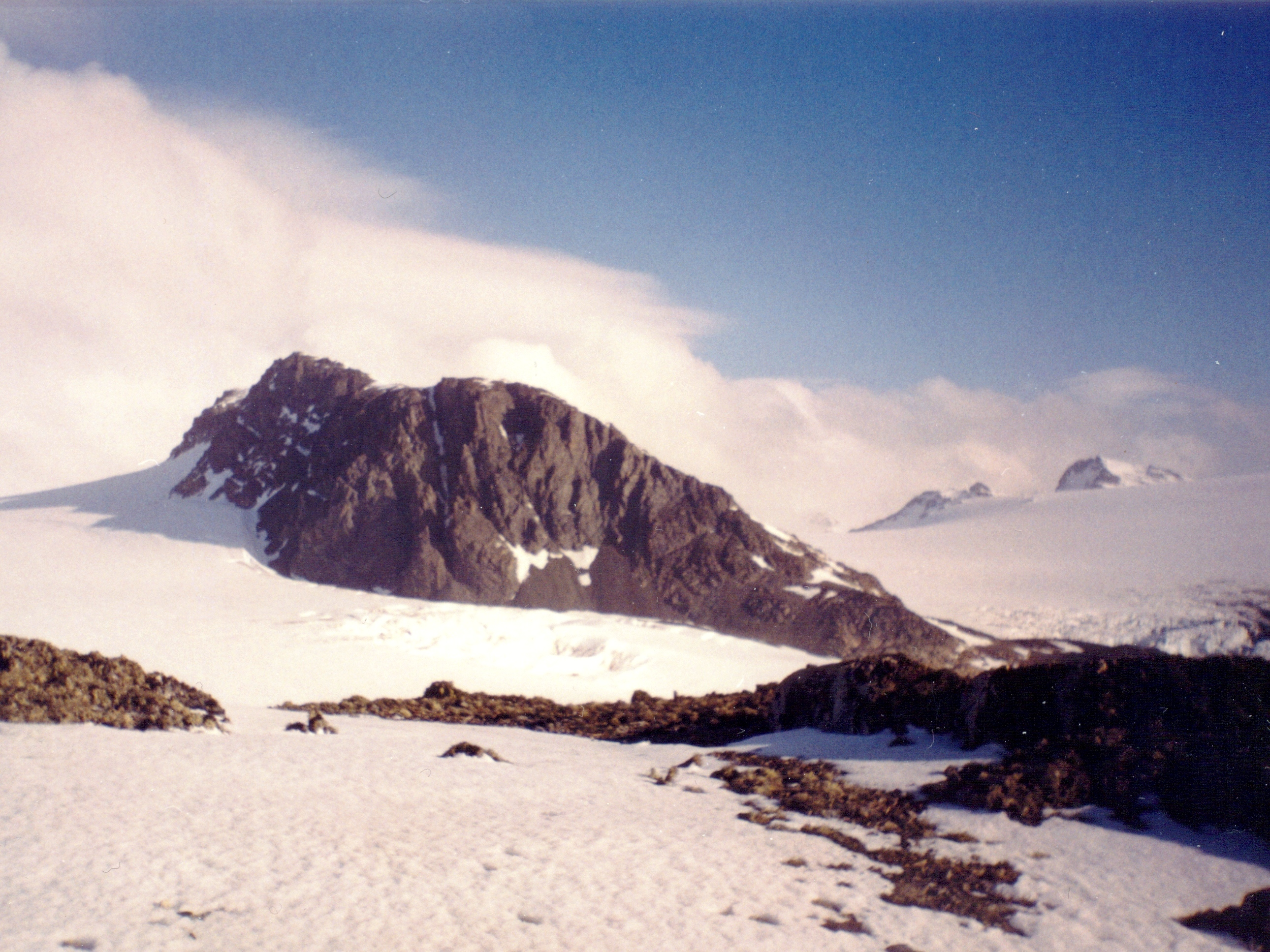

查魯雅嶺（英語：Charrúa Ridge）是南極洲的山嶺，位於南設得蘭群島中利文斯頓島的赫德半島，海拔高度333米，處於赫斯佩里得斯角東南面1.9公里和卡斯蒂略冰原島峰以西2.9公里。

## 外部連結
- SCAR Composite Gazetteer of Antarctica（页面存档备份，存于）.

62°39′23″S 60°20′54″W / 62.65639°S 60.34833°W